# Hui de Jin
Hui de Jin (no chinês simplificado: 晋惠帝; no chinês tradicional: 晉惠帝; pinyin: jìn huì dì; Wade-Giles: Chin Hui-ti; 259 — 8 de janeiro de 307), nascido Sima Zhong (司馬衷) e nome de cortesia Zhengdu (正度), foi o segundo imperador da dinastia Jin (265-420).

## Frase atribuída
Zhu Muzhi, o presidente da Sociedade Chinesa para Estudos de Direitos Humanos, afirma que a frase de Jean-Jacques Rousseau "Que eles comam brioche", é uma versão de uma anedota chinesa muito mais antiga: "Um antigo imperador Chinês que, sendo informado de que seus súditos não têm o suficiente de arroz para comer, respondeu: "Por que não comem carne?"" Essa frase é atribuída ao imperador Hui de Jin na obra Zizhi Tongjian, publicada no ano 1084.

## Família
- Pai
  - Wu de Jin
- Mãe
  - Yang Yan
- Filhos
  - Sima Yu (司馬遹)
  - Princesa Hedong
  - Princesa Linhai
  - Princesa Shiping
  - Princesa Aixian